# مزایده ویکری

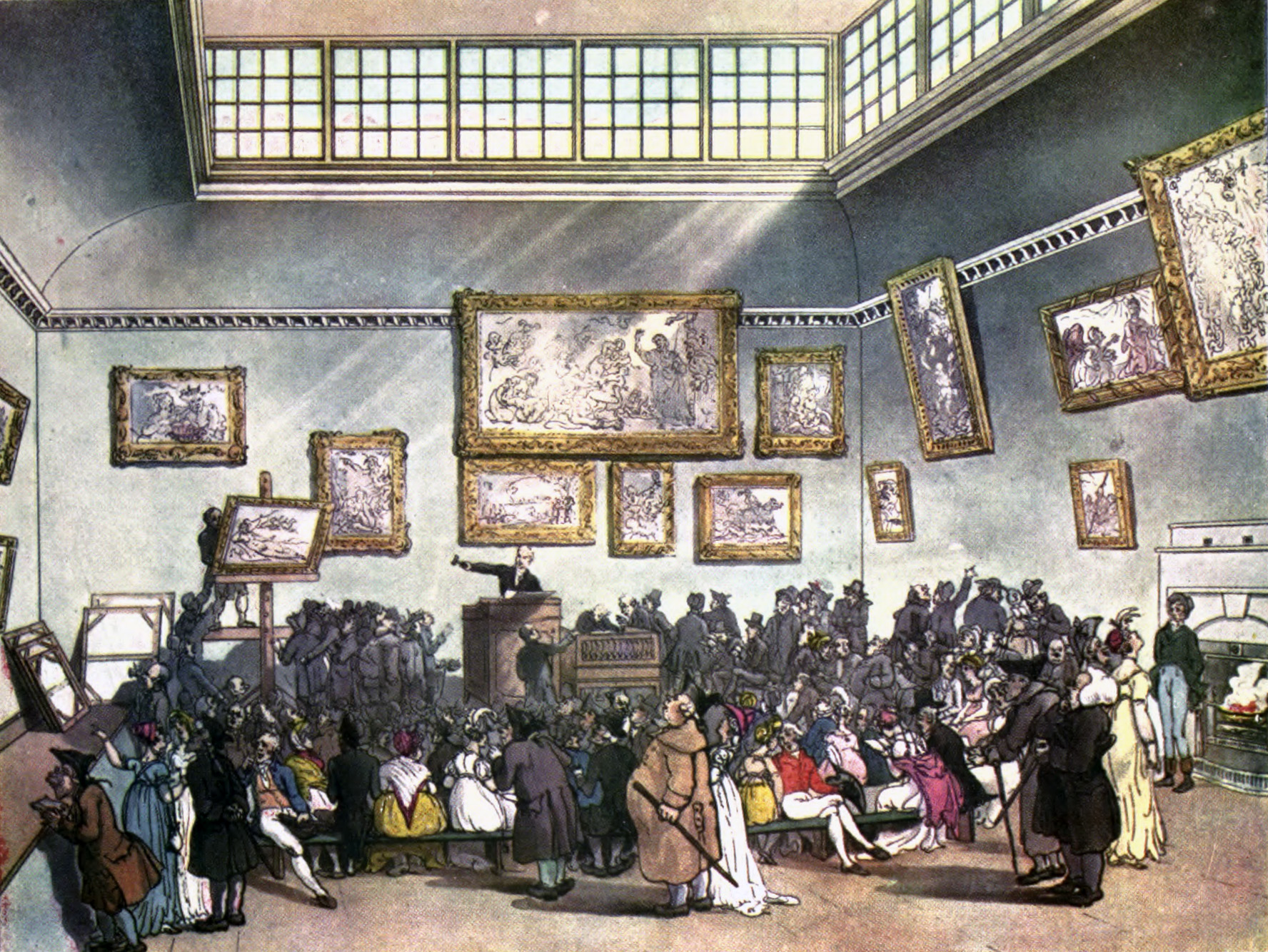
اتاق حراج، کریستیز

مزایده ویکری، (به انگلیسی: Vickrey auction) یا حراج ویکری، گونه‌ای حراج مزایده‌ای است، در این نوع حراج همانند حراج مخفی قیمت اول، (مزایده انگلیسی) پیشنهاد دهنده‌ها در یک دور از ارائه پیشنهادهای خود، پاکت‌های در بسته‌ای را تحویل می‌دهند. فردی که بالاترین پیشنهاد را داده باشد، آن کالا را از آن خود می‌کند، اما با قیمتی که توسط دومین نفر ارائه‌کننده بالاترین قیمت، اعلام شده، آن را دریافت می‌کند. (یا در حالتی که چند کالا وجود داشته باشند، بالاترین پیشنهاد غیرموفق، به منزله قیمت کالاها تعیین خواهد شد). این نوع حراج، در برخی از کشورهای آفریقایی به عنوان راهی برای تعیین نرخ ارز خارجی، مورد استفاده قرار می‌گیرد. تئوری مزایده ویکری نخستین بار در سال ۱۹۶۱ توسط ویلیام ویکری استاد دانشگاه کلمبیا مطرح شد.
آن چه که به عنوان تعریف مُزایده یا حراج معمولاً ارائه می‌شود در واقع نوع خاصی از مزایده‌است که آن را با عنوان مزایده انگلیسی یا مزایده استاندارد معرفی خواهیم کرد. اما اصولاً در هر مزایده سه عنصر مزایده گذار، کالا و پیشنهاد دهنده گان وجود دارد و مزایده زمانی شکل می‌گیرد که تقاضا برای کالا یا کالاها بیشتر از مقدار موجود است و پیشنهاد دهندگان برای بدست آوردن کالا با یکدیگر رقابت می‌کنند. در هر مزایده، مزایده گذار تلاش می‌کند تا کالای خود را به بیشترین قیمت ممکن به فروش بگذارد و در مقابل، پیشنهاد دهندگان در پی تصاحب کالا با کمترین قیمت می‌باشند. انواع مختلف مزایده، هر کدام در پی یافتن روشی هستند که از یک طرف این حس را در پیشنهاد دهندگان به وجود آورد که کالا را به قیمت قابل قبولی خریده‌اند و از سوی دیگر افراد را ترغیب کند تا نزدیکترین مبلغ به آنچه که حاضر به پرداخت آن برای کالای مورد نظر هستند را پیشنهاد دهند.